# إبراهيم علوش

## حياته
بدأ حياته السياسية والنضالية طالباً في لبنان في الفترة الذهبية للحركة الوطنية اللبنانية والمقاومة الفلسطينية، وقد شارك في القتال المسلح ضد الاجتياح "الإسرائيلي في صيف عام 1982 في بيروت التي خرج منها على متن البواخر مع معظم مقاتلي الثورة الفلسطينية في نهاية ذلك الصيف.
ولد إبراهيم علوش لعائلة عربية فلسطينية عاشت تجربة العمل القومي والعمل الفدائي الفلسطيني بكل جوارحها، حيث انضم لأشبال حركة فتح منذ نعومة أظفاره، وعاش في لبنان وتخرج من ثانوية الروضة في بيروت عام 1980. خلال دراسته الثانوية وما تلاها نشط في صفوف «حركة التحرير الشعبية العربية» ذات التوجه القومي التي شارك والده في تأسيسها مع مناضلين آخرين بعد خروجه من موقعه القيادي في حركة فتح لانحرافها وانخراطها في بازار الحلول السياسية. وقد تعرض أعضاء «حركة التحرير الشعبية العربية» وقياداتها للمطاردة والاعتقال والاغتيال، وقد تم حل تلك الحركة رسمياً في 1992.

## مرحلة الدراسة
ذهب إلى الولايات المتحدة في بداية عام 1984 تقريباً. وفي عام 1986 حصل على شهادة البكالوريوس في الاقتصاد (تخصص فرعي علوم سياسية) من جامعة أوهايو، ليحصل بعدها على الماجستير في الاقتصاد من نفس الجامعة عام 1989. وقد درس علوش وعاش حوالي أربعة عشر عاماً في الولايات المتحدة حيث مارس التدريس وأعمالاً يدوية مختلفة ليتمكن من متابعة دراسته، وقد رفض خلال كل تلك الفترة الحصول على الجنسية الأمريكية، فهو لا يحملها.

## نشاطه السياسي
عاد إلى الأردن في 23/7/1998 بعد نيله الدكتوراه مباشرة من جامعة ولاية أوكلاهوما، وشارك بتأسيس لائحة القومي العربي – المجموعة القومية العربية الجذرية التي ينتسب إليها العديد من القوميين في مختلف أنحاء العالم، كما نشط منذ عام 1999 في جمعية مناهضة الصهيونية والعنصرية في الأردن، حيث كان له تأثير فاعل على الشباب.
تعرض للاعتقال والاستدعاء في الأردن عدة مرات لآرائه ونشاطاته السياسية ولقيادته مسيرات مطالبة بإغلاق السفارة «الإسرائيلية» في منطقة الرابية في عمان.
أصيب بجراح نتيجة اعتداء الأجهزة الأمنية عليه بالضرب أثناء قيادته لمظاهرة مناصرة للمقاومة اللبنانية في العاصمة عمان خلال العدوان على لبنان في صيف عام 2006.
فصل من عمله في جامعة البتراء الأردنية عام 2003 بعد اعتقاله ومنع من التدريس في الجامعات الأردنية لمدة عام دراسي على خلفية موقفه من العدوان الأمريكي على العراق. وحاليا يدرس التجارة الدولية في جامعة الزيتونة الأردنيه الخاصة.
عرفت عنه المواقف القومية الجذرية في الفكر والعمل، وبالأخص بالنسبة للعراق وفلسطين، ورفض كل أشكال التسويات مع العدو الصهيوني، والتأكيد على عروبة كل الأرض العربية، والدعوة للتمسك بنهج المقاومة ولقيام حركة شعبية عربية منظمة كضرورة موضوعية لمواجهة المعضلات التاريخية المستعصية التي تواجه الأمة العربية.

## من مؤلفاته
لعلوش عدة أعمال منشورة بالعربية والإنكليزية في شؤون العروبة والقومية والاقتصاد والقضية الفلسطينية والعراقية واللبنانية وبحوث في كشف أكاذيب «المحرقة» اليهودية وفي النقد السينمائي والشؤون الثقافية. ومن كتبه بالعربية:
- كتاب «مشروعنا: نحو حركة جديدة للنهوض القومي»
- المعركة على جبهة المصطلحات في الصراع العربي - الصهيوني
- الرسالة السياسية لهوليوود
- الشعر البديل.. قراءة في المسكوت عنه

## وصلات خارجية
- الصوت العربي الحر
- لائحة القومي العربي
- المعركة على جبهة المصطلحات في الصراع العربي-الصهيوني[وصلة مكسورة]
- كتاب «مشروعنا: نحو حركة جديدة للنهوض القومي»
- بعض اللقاءات على قناة الجزيرة

http://www.youtube.com/watch?v=Z_ys1hgGQyE
http://www.youtube.com/watch?v=2Czw5Lc3jq4
الاتجاه المعاكس – الذكرى الستون لقيام دولة «إسرائيل»
http://www.youtube.com/watch?v=PzmzfZTMfxw&feature=related